# Kanton Niort-Est
Kanton Niort-Est (fr. Canton de Niort-Est) je francouzský kanton v departementu Deux-Sèvres v regionu Poitou-Charentes. Skládá se pouze z východní části města Niort.